# Biřkov
Biřkov (en allemand : Birschkau, précédemment : Birzkau) est une commune du district de Klatovy, dans la région de Plzeň, en République tchèque. Sa population s'élevait à 131 habitants en 2021.

## Géographie
Biřkov se trouve à 15 km au nord-nord-ouest de Klatovy à 27 km au sud-sud-ouest de Plzeň et à 107 km à l'ouest-sud-ouest de Prague.
La commune est limitée par Otěšice, Bolkov et Roupov au nord, par Vřeskovice à l'est, par Ježovy au sud, et par Křenice et Srbice à l'ouest.

## Histoire
La première mention écrite de la localité date de 1245.

## Administration
La commune se compose de deux quartiers :
- Biřkov
- Zderaz

## Transports
Par la route, Biřkov se trouve à 11 km de Přeštice, à 19 km de Klatovy, à 33 km de Plzeň et à 122 km de Prague.